# سفارة أوكرانيا في بيرو
سفارة أوكرانيا في بيرو هي أرفع تمثيل دبلوماسي لدولة أوكرانيا لدى بيرو. تقع السفارة في ليما وهي تهدف لتعزيز المصالح الأوكرانية في بيرو.

## وصلات خارجية
- الموقع الرسمي
- قائمة سفارات أوكرانيا
- قائمة السفارات في بيرو